# Segle XX a Catalunya
El segle xx a Catalunya es va caracteritzar pels conflictes obrers i per la recuperació de l'autonomia política de Catalunya després de la seva abolició el 1714. La Setmana Tràgica, la Mancomunitat de Catalunya, la dictadura de Primo de Rivera (1923-1930), la segona república (1931-1939), la guerra civil (1936-1939), el franquisme (1939-1975), la transició (1975-1982) i el govern de Jordi Pujol (1980-2003).

## Setmana Tràgica

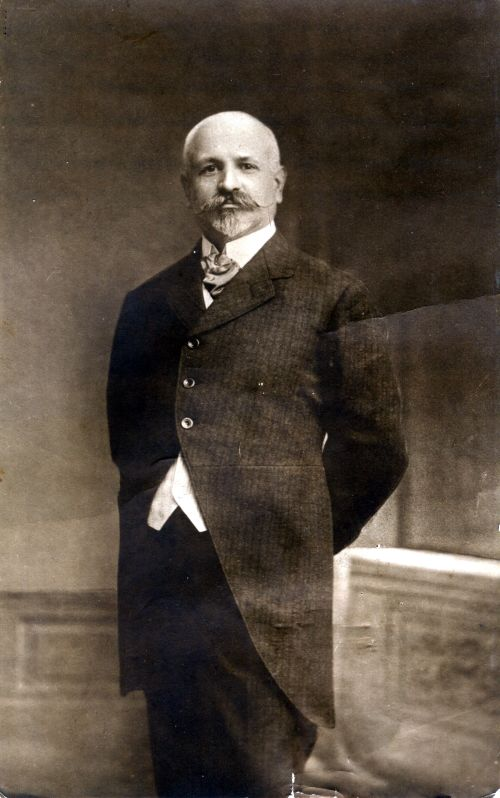
Retrat de Francesc Ferrer i Guàrdia (1859-1909), pedagog i lliurepensador català

Es coneix com a Setmana Tràgica als esdeveniments succeïts a Barcelona i altres localitats catalanes, entre el 25 de juliol i el 2 d'agost de 1909. El detonant d'aquests fets va ser la mobilització de reservistes per al seu enviament a la zona de Melilla, on el dia 9 del mateix mes havia començat la Guerra de Melilla, per a molts, motivada exclusivament pel descobriment l'any anterior d'unes mines propietat d'una societat controlada pel Comte de Romanones, el Marquès de Comillas i el Comte de Güell.
Aquesta mobilització és molt mal acollida per les classes populars, ja que, a causa de la legislació de reclutament, es podia quedar exempt de la incorporació a files mitjançant el pagament de sis mil rals, quantitat que no estava a l'abast dels més pobres (el sou d'un obrer de l'època no era de més de 5 pessetes o 10 rals al dia). D'altra banda, els reservistes majoritàriament ja eren casats i amb família càrrec seu.

### La repressió

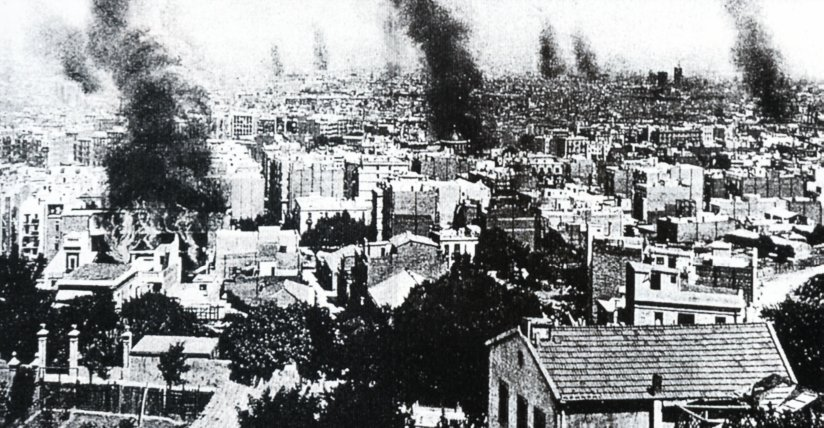
Vista de Barcelona durant la Setmana Tràgica, amb esglésies i altres edificis cremant.

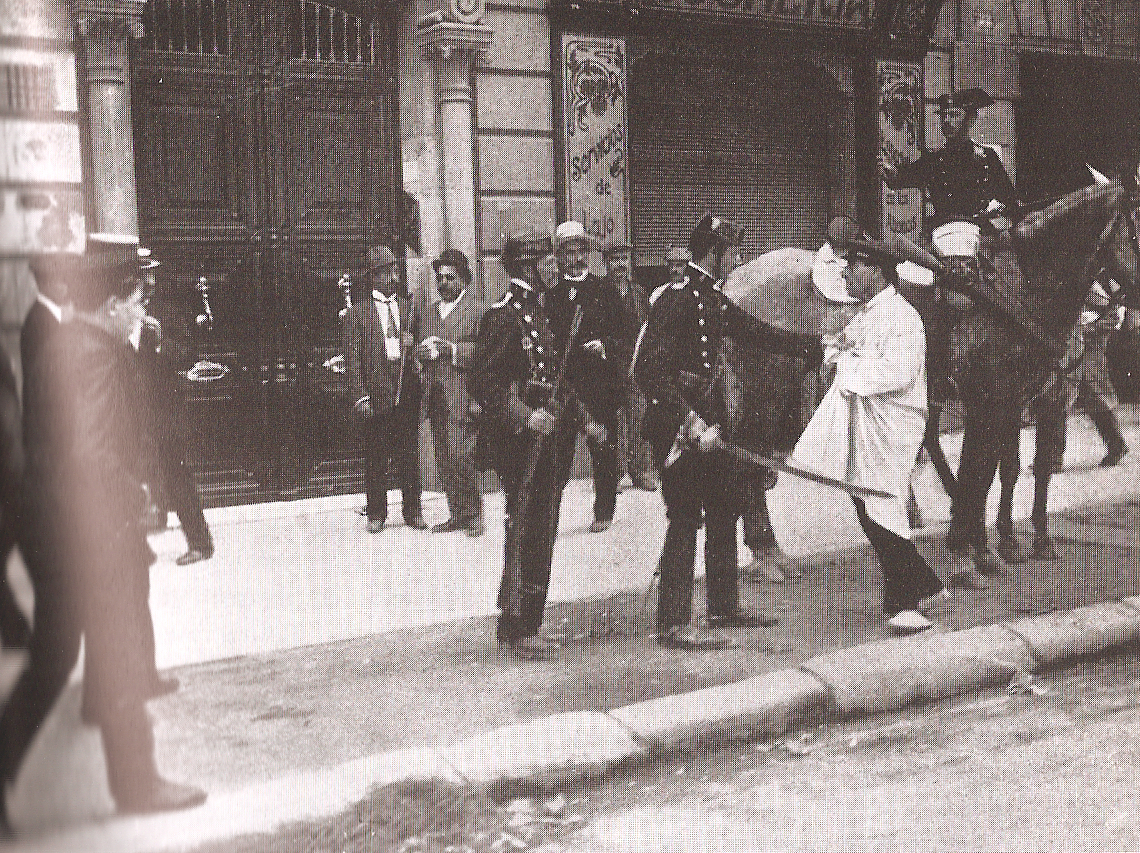
Sospitosos són envoltats per la Guàrdia Civil.

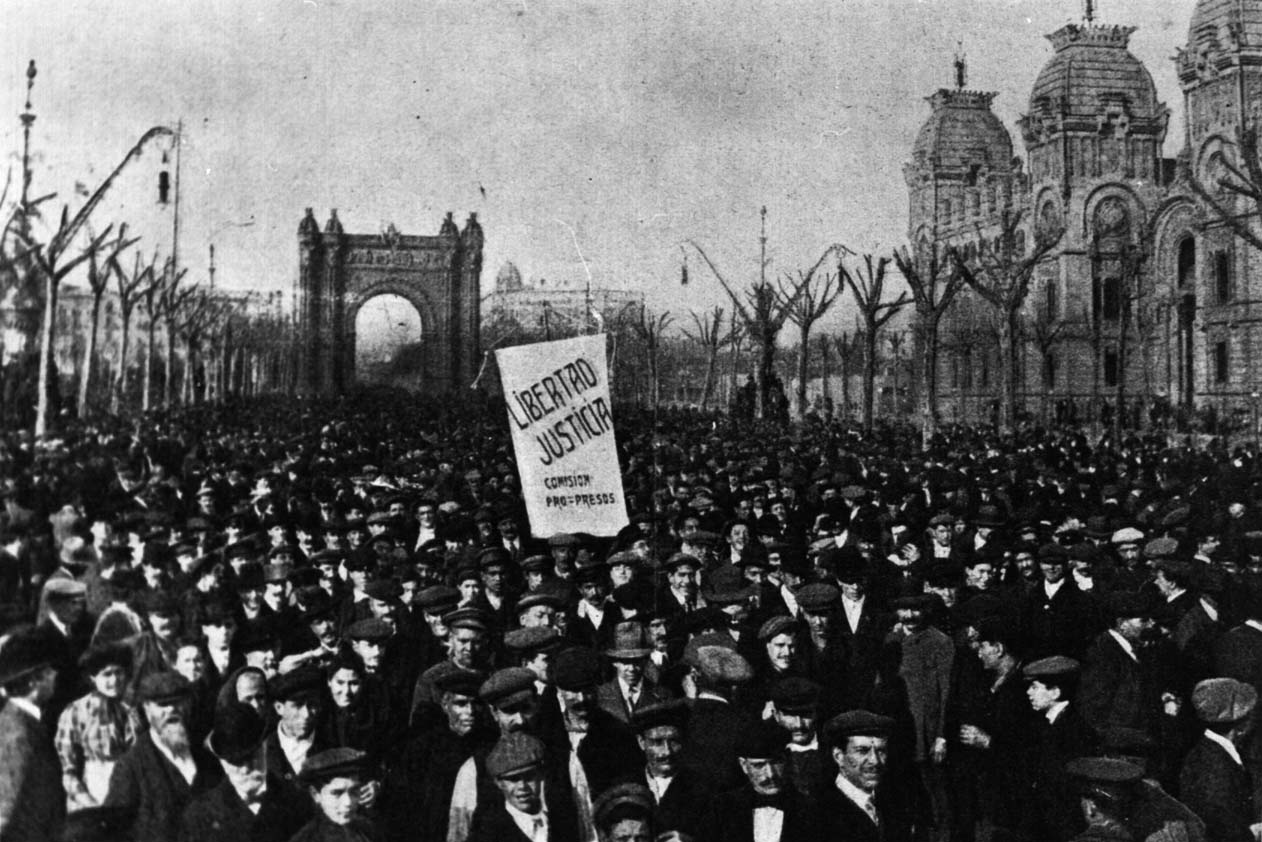
Manifestació a l'Arc de Triomf per a demanar la llibertat i justícia per als detinguts.

El govern d'Maura i el nou governador civil, Evaristo Crespo Azorín, porta a terme una repressió duríssima i, pitjor, arbitrària. En total, entre juliol de 1909 i abril de 1910 foren detingudes 1.967 persones i 200 més foren expulsades a 300 kilòmetres de Barcelona. S'organitzà un procés militar contra 1.925 individus, d'ells 214 en contumàcia, dels quals 469 foren sobreseïts i 584 absolts. Es dictaren 17 penes de mort, però només 5 foren aplicades.
Seguint l'acusació formulada en una carta que li dirigeixen els prelats de Barcelona, és detingut Francesc Ferrer i Guàrdia, creador de l'Escola Moderna, qui acusen de ser l'instigador de la revolta. Malgrat les protestes internacionals, el 13 d'octubre del mateix any Ferrer és afusellat juntament amb Eugenio del Hoyo Manjón, Antoni Malet i Pujol, Ramon Clemente i Garcia i Josep Miquel i Baró al castell de Montjuïc. Cap d'ells no havia estat dirigent destacat durant la revolta.
Aquests afusellaments ocasionen una àmplia repulsa cap a Maura a Espanya i a tot Europa, amb una gran campanya a la premsa estrangera, com també manifestacions i assalts a diverses ambaixades.
El rei Alfons XIII, alarmat per aquestes reaccions tant en l'exterior com en l'interior destitueix Maura i el substitueix pel liberal Segismundo Moret.
Després dels fets de la Setmana Tràgica, la Barcelona anarquista va rebre el sobrenom de la Rosa de Foc.

## Mancomunitat de Catalunya

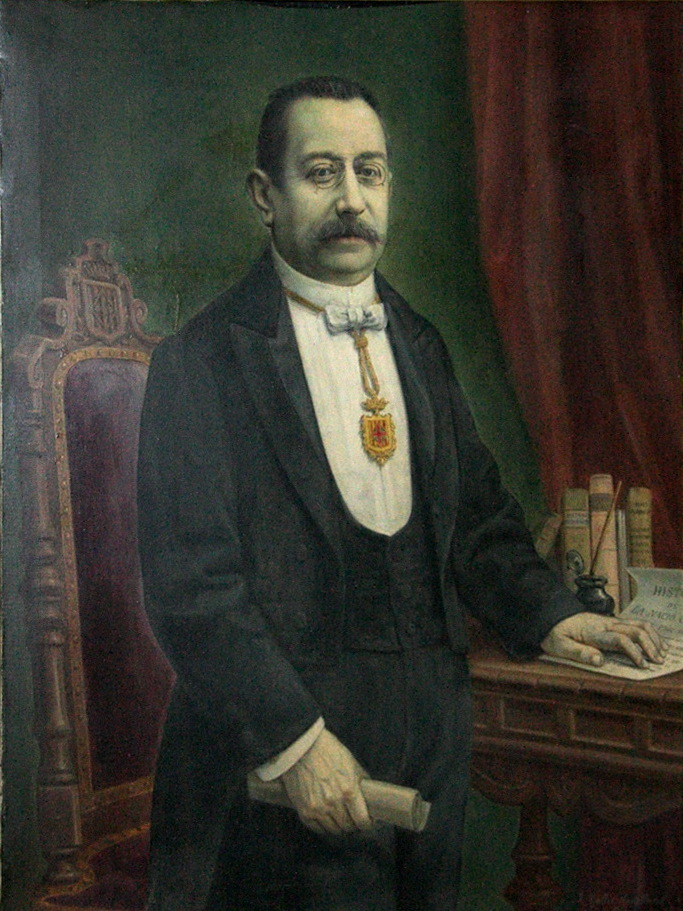
Enric Prat de la Riba, primer president de la Mancomunitat de Catalunya.

La Mancomunitat de Catalunya va ser una institució que agrupà les quatre diputacions catalanes: Barcelona, Girona, Tarragona i Lleida. Es va formar el 6 d'abril del 1914, si bé el procés per a la seva creació va començar el 1911. El Congrés de Diputats la va aprovar, però amb competències molt retallades respecte al projecte enviat pel Govern. En canvi, el Senat no ho va fer tancant la via legislativa. Finalment el govern, necessitat del suport parlamentari dels catalanistes, es va decidir per la via del decret que el 18 de desembre del 1913 el rei signà: el dret de mancomunitats provincials. La Mancomunitat responia a una llarga demanda històrica dels catalans, en significar la federació de les quatre diputacions catalanes i en cert sentit un retorn de la capacitat de la gestió administrativa de les antigues Corts Catalanes. Tot i que havia de tenir funcions purament administratives, i les seves competències no anaven més enllà de les diputacions provincials, va adquirir una gran importància política: representava el primer reconeixement per part de l'estat espanyol de la personalitat i de la unitat territorial de Catalunya des del 1714.
La institució estava integrada per una assemblea que aplegava els noranta-sis diputats provincials - 36 per Barcelona i 20 per les tres restants - i que es renovava doncs alhora que aquestes - per meitats, cada dos anys, per sufragi universal masculí, a raó de 4 diputats per partit judicial - i pel Consell, format per vuit consellers i el President. La seva acció política va estar regida pel consens entre les diferents orientacions presents, fossin o no catalanistes.
Foren elegides sis Assemblees Generals: l'abril de 1914, març de 1915, març de 1917, juliol de 1919, juny de 1921 i juny de 1923. La III Assemblea General, el 1917, estava composta per 36 monàrquics dinàstics (23 liberals, 9 conservadors i 4 maurins), 28 de la Lliga, 23 republicans, 6 carlins, 2 reformistes i 1 independent i la VI i darrere, el 1923, 38 catalanistes (27 de la lliga i 11 d'acció catalana), 29 monàrquics, 21 republicans (15 del partit republicà català i 6 radicals lerrouxistes) i 8 de diverses, menors, adscripcions polítiques, mostrant doncs, la institució, una gran estabilitat política.
Va ser presidida per Enric Prat de la Riba (1914 - 1917) i després per Josep Puig i Cadafalch (1917 - 1923), militants tots dos de la Lliga Regionalista. A continuació ho feu Alfons Sala (1923-1925), imposat per Primo de Rivera el 1923). En general, la Mancomunitat va dur a terme una important tasca de creació d'infraestructures de camins i ports, obres hidràuliques, ferrocarrils, telèfons, beneficència o sanitat. També va emprendre iniciatives per augmentar els rendiments agrícoles i forestals introduint millores tecnològiques, de serveis i educatives i va potenciar els ensenyaments tecnològics necessaris per a la indústria catalana.

## Normativització de la llengua catalana
A principis del segle XX el català era la llengua majoritària i natural de la gent, però no existia encara un estàndard ni unes normes. A més Enric Prat de la Riba era conscient que "de la cultura catalana l'estat no se'n preocupa i les diputacions hem de suplir aquesta deficiència de l'estat fomentant el conreu i perfeccionament de la llengua".
Quan es va crear l'IEC es van fer dos encàrrecs a la Secció Filològica liderada per Pompeu Fabra: sistematitzar unes regles d'escriptura i promocionar el català com a llengua d'ús científic, objectius que es van explicitar durant la constitució de l'IEC: "el restabliment i l'organització de tot el que es refereix a la cultura genuïnament catalana" i "la investigació científica de tots els elements de la cultura catalana". L'IEC va publicar les Normes ortogràfiques el 1913, dotant el català d'una ortografia formal. Immediatament es van generar grans i durs debats sobre algunes de les decisions ortogràfiques preses (el més aferrissat fou el d'escriure els plurals -es i no -as), però de mica en mica s'anaren acceptant: La Mancomunitat va adoptar de seguida el català de Fabra i va promocionar les seves obres: totes les seves institucions l'adoptaren com a llengua vehicular, des de les diverses escoles d'educació professional fins a les escoles de primària.
El 1916 la Mancomunitat de Catalunya va enviar una petició oficial per reconèixer la llengua catalana com a cooficial, tot adjuntant un detallat programa de normalització lingüística. La proposta va provocar queixes i pressions de la Real Academia Española, fins que el llavors president comte de Romanones va dir que mai donaria aquest reconeixement al català, perquè es feia servir com a emblema polític.

## Dictadura de Primo de Rivera

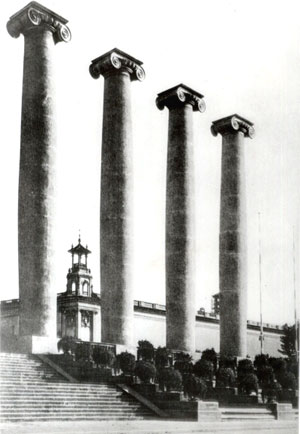
Les Quatre Columnes, a Montjuïc (Barcelona). L'any 1928 Primo va fer enderrocar les Quatre Columnes de Montjuïc (Barcelona), de Puig i Cadafalch, aixecades l'any 1919, destinades a convertir-se en un dels símbols del catalanisme, per tal que aquest no tingués el ressò que li podia donar l'Exposició Internacional de 1929.

La dictadura de Primo de Rivera fou el règim polític autoritari que s'instaurà a Espanya entre el 13 de setembre del 1923 i el 28 de gener del 1930 sota la direcció del general Miguel Primo de Rivera y Orbaneja i l'acceptació per part del rei Alfons XIII. En mig d'una situació social amb tensions revolucionàries (creixement del proletariat industrial i la concentració urbana, creació del Partido Comunista de España el 1921, nombrosos episodis d'enfrontaments entre patrons i obrers, etc.), una crisi econòmica des del 1919 a causa de la contracció dels mercats europeus durant la Primera Guerra Mundial i la commoció de la societat que provoquen els fracassos de la política colonial espanyola al Marroc (desastre d'Annual el 1921), es produeix el Cop d'Estat del general Primo de Rivera, Capità General de Catalunya, que provocà la dimissió del Govern de García Prieto. L'alternativa autoritària per resoldre els problemes de l'estat comptà amb el suport de la Monarquia d'Alfons XIII, el suport evident de l'Exèrcit, de la burgesia, dels terratinents i dels medis eclesiàstics. El règim nasqué amb la pretensió de constituir-se en un sistema de govern estable, amb fonaments constitucionals propis, influït per les maneres del feixisme italià, tot i no identificar-s'hi.

### Repressió del catalanisme

Lestelada blava, bandera utilitzada per Estat Català i que és la primera bandera de l'independentisme català modern.

A Catalunya va ser inicialment aplaudit pels sectors de l'alta burgesia conservadora que van donar la benvinguda a Primo com a salvaguarda davant les forces radicals de l'anarquisme. En un primer moment es va permetre que la Mancomunitat continués existint, però la dictadura va treballar a fons contra el catalanisme republicà, cada cop més radicalitzat i en alça, prohibint partits, associacions i institucions autòctones. Finalment, la Mancomunitat de Catalunya va ser definitivament suprimida l'any 1924 i prohibit l'ús de la llengua i la bandera catalanes en l'administració i en la vida pública.
Catalunya es va convertir aviat en un dels focus més actius i unànimes d'oposició a la dictadura, ambient que va afavorir el creixement de la força i popularitat del catalanisme republicà que va tenir en Estat Català (1922) i en el seu líder Francesc Macià, el lluitador més compromès. Per contra, el catalanisme moderat i socialment conservador de la Lliga Regionalista va quedar molt desprestigiat.

## Catalunya republicana i restauració de la Generalitat

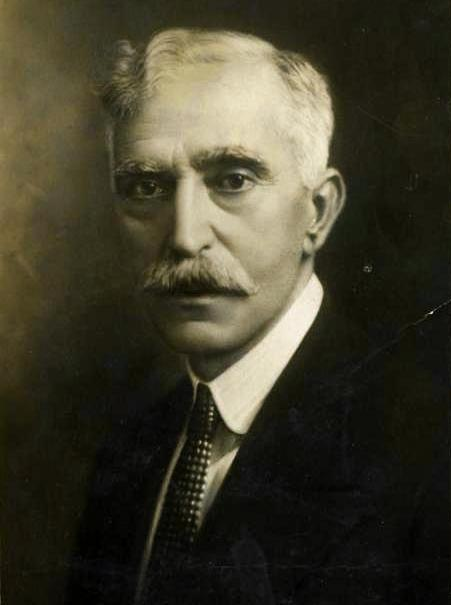
Francesc Macià, primer president de la Generalitat de Catalunya restaurada.

Pel pacte de Sant Sebastià de 17 d'agost de 1930, els partits polítics republicans d'Espanya es posaren d'acord en un disseny global per a l'imminent canvi de règim que incloïa l'autonomia política de Catalunya dins l'anhelada República. Arran de les eleccions municipals de 12 d'abril de 1931, que determinaren la caiguda de la monarquia, Francesc Macià, líder d'Esquerra Republicana de Catalunya -partit triomfador a Catalunya- proclamà de manera unilateral «la República catalana a l'espera que els altres pobles d'Espanya es constitueixin com a Repúbliques, per formar la Confederació Ibèrica» el dia 14 d'abril, poques hores abans que a Madrid es procedís a proclamar la Segona República espanyola. Aquesta proclamació preocupà el govern provisional espanyol i el dia 17, Macià arribà a un pacte amb els ministres Fernando de los Ríos Urruti, Marcel·lí Domingo, i Lluís Nicolau d'Olwer, representants del govern provisional espanyol, en virtut del qual la República catalana era rebatejada amb el nom més ambigu de Generalitat de Catalunya, en inexacta recuperació del nom medieval de la Diputació del General. L'arxiu sonor que ens ha arribat avui dia («proclamo la República Catalana com a estat integrant de la Federació Ibèrica»), no és la proclamació original, sinó que ho és la citada anteriorment.
El govern provisional de la República catalana era format per:
- President = Francesc Macià
- Conseller de Política = Ventura Gassol
- Conseller d'Instrucció = Rafael Campalans (USC)
- Conseller de defensa = Joan Casanovas i Maristany (Estat Català)
- Conseller d'Hisenda = Casimir Giralt (Partit Republicà Radical)
- Conseller d'Economia i Treball = Manuel Serra i Moret (USC)
- Conseller de Comunicacions = Manuel Carrasco i Formiguera (Acció Catalana)
- Conseller d'Obres Públiques = Salvador Vidal i Rosell (UGT)

### La Generalitat provisional i l'Estatut de Núria

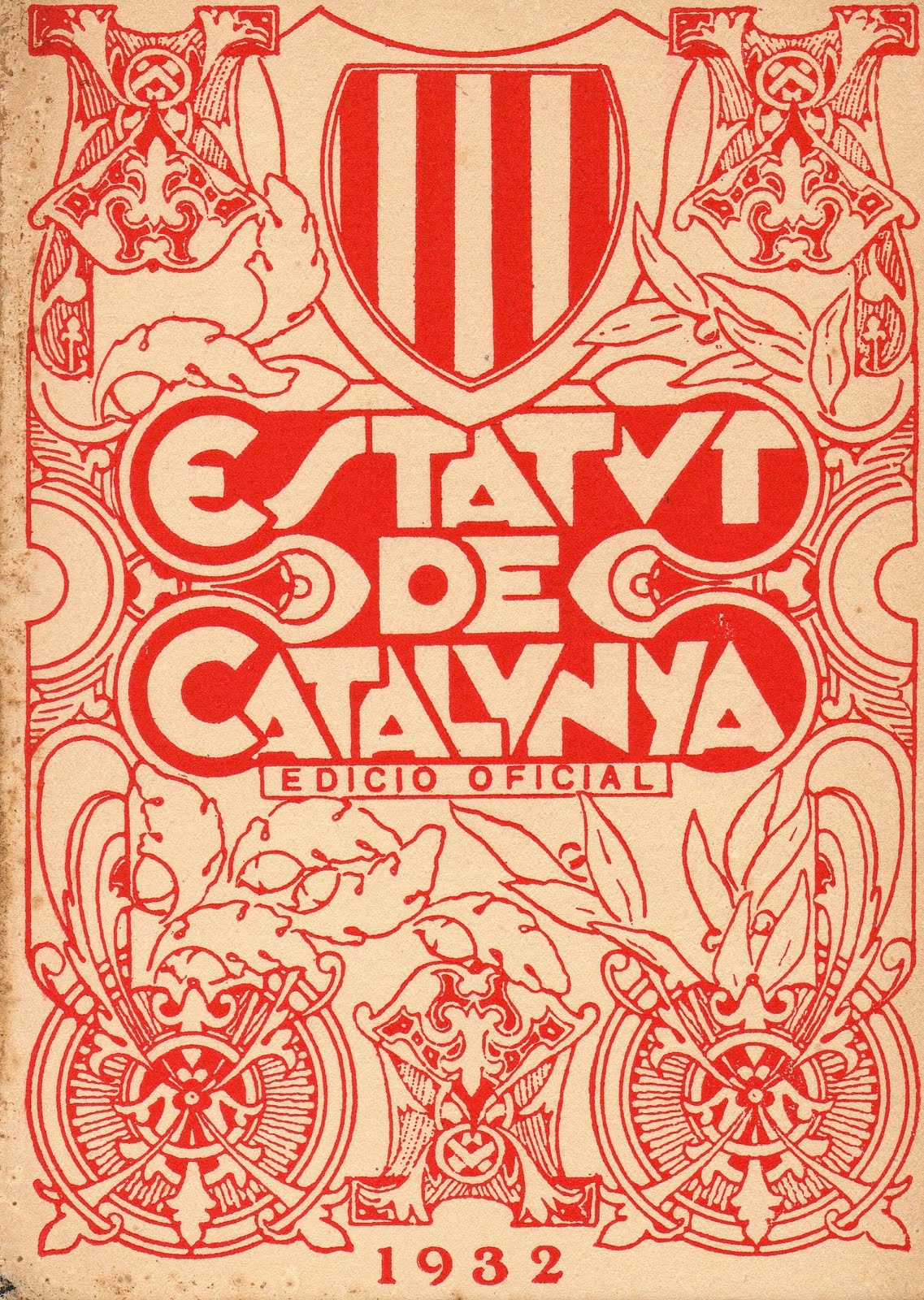
Estatut de Núria.

Aquesta Generalitat provisional, presidida pel mateix Francesc Macià i composta per un consell o govern, una assemblea de representants dels municipis (Diputació Provisional de la Generalitat) i uns comissaris que, en qualitat de delegats del govern, s'encarregaven dels serveis pertanyents a les suprimides Diputacions provincials de Girona, Tarragona i Lleida, mentre que s'establia la seu de la Generalitat al Palau de la plaça Sant Jaume.
Els diputats catalans elaboraren un projecte d'Estatut a Núria aprovat en referèndum el 2 d'agost de 1931 i modificat i aprovat a les Corts Espanyoles el 12 de setembre de 1932.
Amb l'estatut aprovat, el 20 de novembre de 1932 es varen fer les úniques eleccions al Parlament de Catalunya del període republicà per constituir les institucions i passar d'un govern provisional a un govern estatutari amb Francesc Macià ratificat com a president i Lluís Companys com a president del Parlament.

#### 1934 - Proclamació de Companys

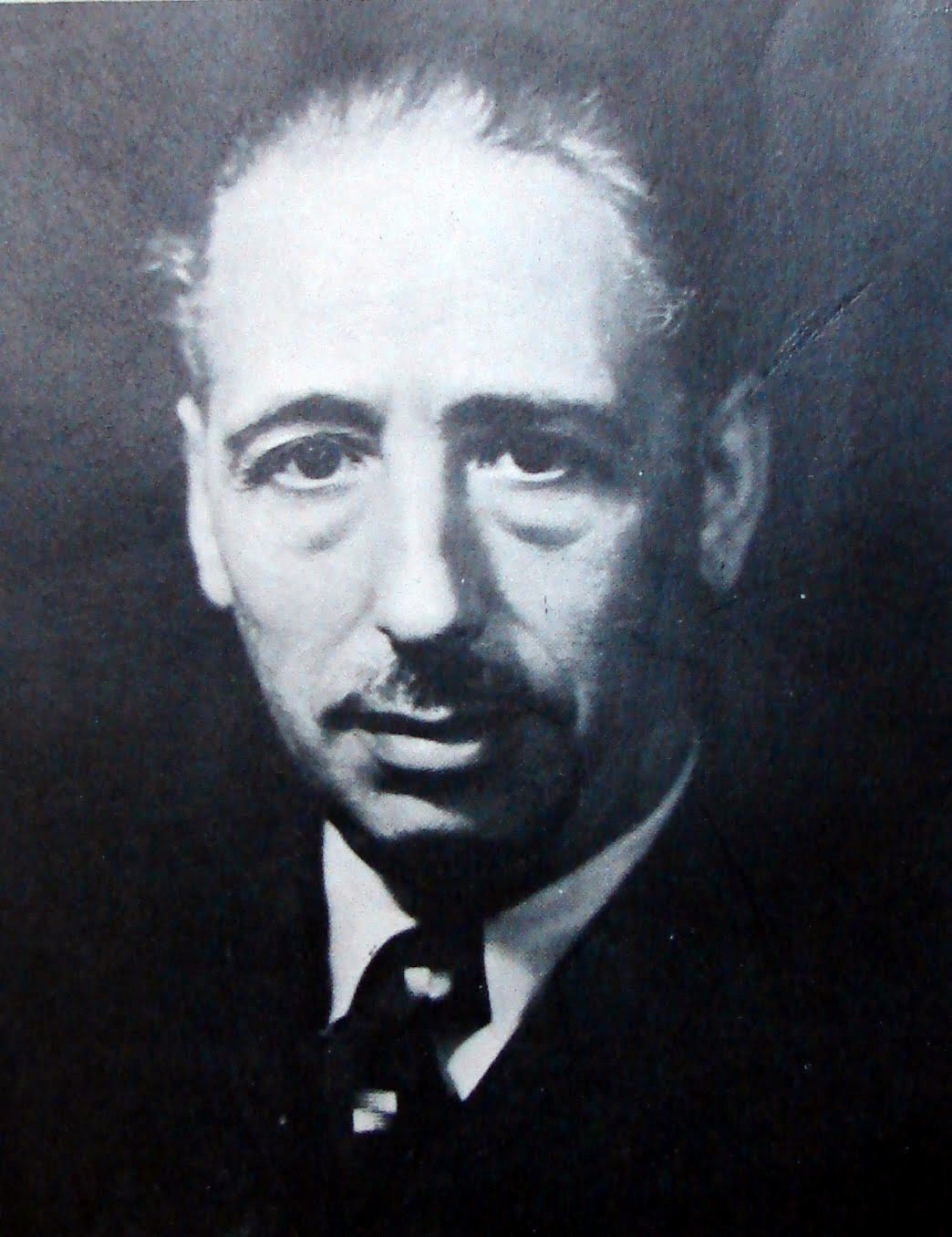
Lluís Companys, segon president de la Generalitat de Catalunya restaurada.

El 25 de desembre de 1933 morí Macià i el Parlament, nomenà Companys com a successor, qui va exercir el càrrec fins al final de la guerra civil, excepte el parèntesi de suspensió de l'Estatut (bienni negre) que va d'octubre de 1934 a febrer de 1936, ocasionat pels fets del sis d'octubre.
Al front del Parlament, succeïren Companys Joan Casanovas i Maristany, fins a octubre de 1938 (amb el mateix parèntesi), i Josep Irla i Bosch, a partir d'aquesta data.
L'Estatut Interior de Catalunya de 25 de maig de 1933 va deixar fixades les institucions autonòmiques i les relacions entre elles, i es configurà el Consell Executiu, encapçalat pel president de la Generalitat -o per un Conseller Primer, com a delegat de l'anterior- i format per consellers titulars dels departaments de l'administració.
El traspàs dels serveis d'ordre públic permeté eliminar els governadors civils (11 de gener 1934), donà lloc a la Junta de Seguretat de Catalunya, que coordinava les accions autonòmica i estatal en aquesta àrea. El Tribunal de Cassació, amb jurisdicció sobre les matèries civils i administratives de competència autonòmica.
El 6 d'octubre, en resposta a l'entrada de les dretes de la CEDA al govern espanyol, el president Companys va proclamar unilateralment un «Estat Català de la República Federal espanyola» però la insurrecció va ser vençuda el mateix dia pel capità general de Catalunya, i Companys destituït i empresonat.
Entre octubre de 1934 i febrer de 1936, l'Estatut va ser suspès pel Govern d'Espanya i la presidència de la Generalitat fou ocupada per persones designades pel govern espanyol amb el títol de governadors generals de Catalunya: Francisco Jiménez Arenas (7.10.1934-10.1.1935), Manuel Portela Valladares (10.1-23.4.1935), el polític radical Joan Pich i Pon (23.4.1935-28.10.1935), Eduardo Alonso Alonso (28.10.1935-27.11.1935), el cedista valencià Ignasi Villalonga (27.11.1935-16.12.1935) i el lliguista Fèlix Escales (18.12.1935-17.2.1936).
Amb el triomf del Front Popular a les eleccions de 16 de febrer de 1936 es va aixecar la suspensió de l'Estatut i Companys va tornar a ser president de la Generalitat.

### La Generalitat en temps de guerra (1936-1939)
El cop i l'aixecament militar del 18 de juliol fracassà a Catalunya gràcies principalment a l'actuació de les milícies populars. Les forces sindicals de la CNT van imposar un Comitè Central de Milícies Antifeixistes que actuà de facto com un poder governamental al llarg dels mesos següents. El setembre de 1936 Josep Tarradellas com a conseller primer va formar un govern d'unitat amb forces d'esquerra i va fer el decret de col·lectivitzacions de 24 d'octubre.
Els fets de maig de 1937 conflicte entre anarquistes i faccions comunistes aturaren la revolució, i les forces republicanes concentraren l'activitat en la guerra. Barcelona al final de la guerra acollí al govern republicà espanyol cosa que va originar molts conflictes entre els dos governs.
Si bé formalment el general Franco va abolir la Generalitat quan entrà el 1938 a Catalunya per Lleida la Generalitat republicana va seguir actuant fins a l'entrada de les tropes nacionalistes el gener de 1939.

#### Nacionalisme espanyol en el bàndol republicà
Dada la manca d’operativitat de l’exèrcit republicà després del cop d’estat feixista, les columnes de milicians feren temporalment el seu paper. També hi hagué una expedició organitzada per la Generalitat de Catalunya per recuperar Mallorca. La manca de suport del govern espanyol a la causa de fons de ser la Generalitat qui movia l'operació i per propaganda catalanista amb què es promogué l’allistament de voluntaris obligà a la retirada. No reconquerir Mallorca tindria una importància cabal en el futur decurs de la guerra.
La República, impedida de comprar armes a l’estranger per l'acord internacional de neutralitat, que tant Alemanya com Itàlia obviaven, requeria amb urgència material bèl·lic. En aquest context, la Generalitat bastí una xarxa d'indústries de guerra reconvertint indústries civils. Quan el govern republicà es traslladà a Barcelona, el 1937, prengué a la Generalitat el control de les indústries de guerra. Però sota el seu control la producció baixà de forma dramàtica, amb el consegüent impacte en el proveïment als fronts de guerra.

Alhora que passava això, el President Negrín tractà amb notable deslleialtat al President Companys, a qui arribà a deixar abandonat a la frontera Francesa, després de quedar-se els fons de reserva de la Generalitat per a l’exili. Tot plegat es pot il·lustrar amb la declaració del Negrín recollida pel Julián Zugazagoitia:
No estic fent la guerra contra Franco perquè ens retonyi a Barcelona un separatisme estúpid i pallús. Estic fent la guerra per Espanya i per a Espanya! Per la grandesa i per la grandesa! S'equivoquen els que suposin una altra cosa. Només hi ha una nació: Espanya! Abans de consentir campanyes nacionalistes que ens portin a desmembraments que de cap manera admeto, cediria el pas a Franco sense cap altra condició que la que es desprengués d'alemanys i italians.

### Actuacions de la Generalitat
En gran part va continuar i va ampliar la política educativa de la Mancomunitat de Catalunya. Tingué moltes dificultats financeres i la cessió de competències no es va acabar mai de fer en la seva totalitat. En general aquest període va constituir un assaig i una lliçó històrica per a la realització posterior de la Generalitat de 1977.

## La guerra civil a Catalunya

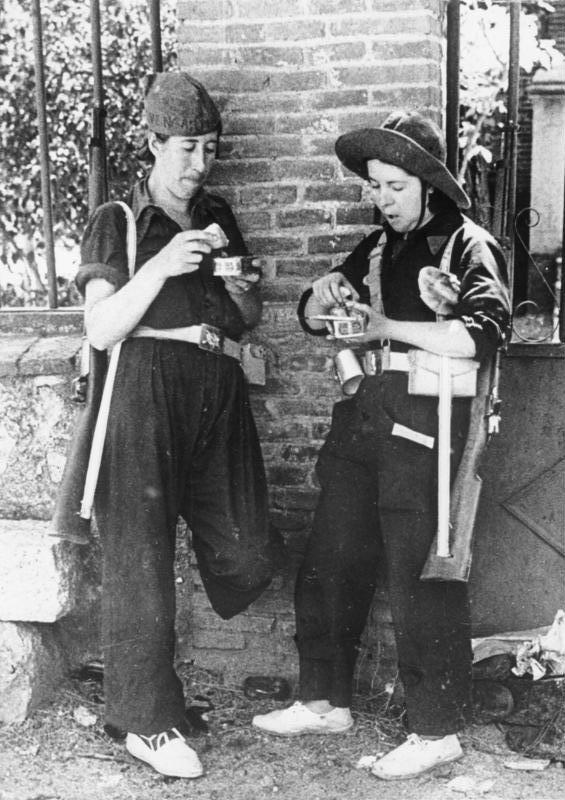
Milicianes al principi de la guerra. Al bàndol del Front Popular el poder va passar del govern a les milícies antifeixistes.

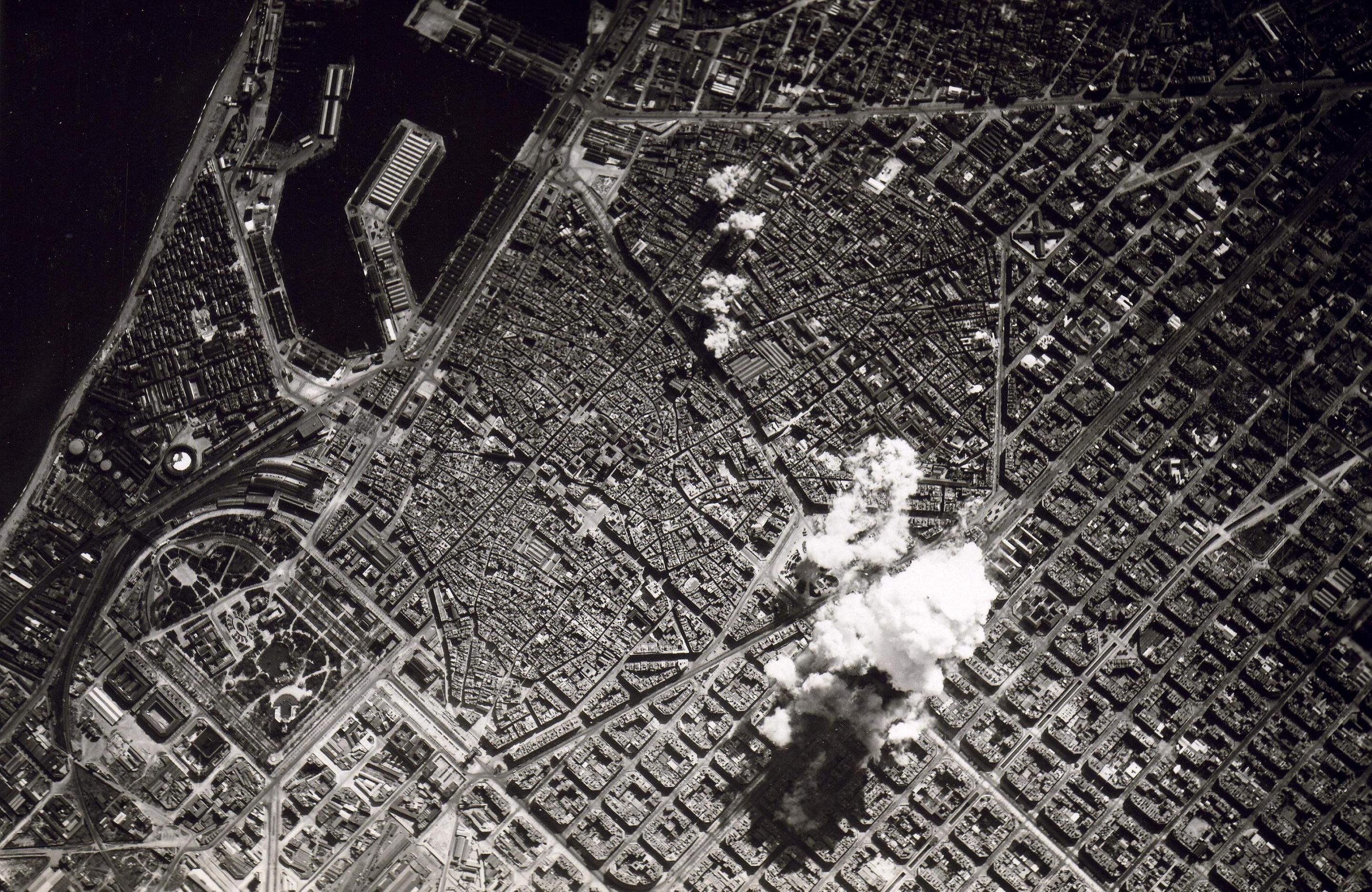
Bombardeig de Barcelona el 17 de març de 1938, fotografiat des d'un bombarder italià.

Mapa d'Espanya el juliol de 1938 després de l'ofensiva d'Aragó i quan va començar la batalla de l'Ebre.
Llegenda
Zona sota control franquista
Zona sota control republicà
Principals centres franquistes
Principals centres republicans

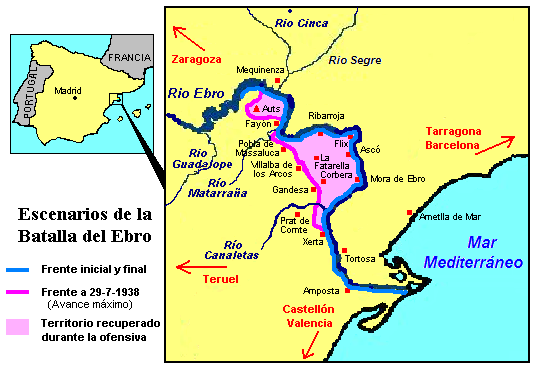
Mapa de la zona on es va desenvolupar la Batalla de l'Ebre.

La Guerra civil a Catalunya s'esdevingué, com a la resta de l'Estat espanyol, amb l'alçament de l'exèrcit colonial del Marroc (junt amb altres guarnicions a la península), el 18 de juliol de 1936 en contra de la República legal i institucionalment establerta.
Catalunya fou l'única zona de tot Espanya que aconseguí una llei de col·lectivització, fruit de la unió de totes les forces republicanes dins el Consell d'Economia de Catalunya. Es produí el 24 d'octubre de 1936 a través d'un decret anomenat, Col·lectivització i Control Obrer d'Indústries i Comerços.
A la resta de l'Espanya republicana no es pogué generalitzar la legislació col·lectivitzadora vigent a Catalunya.
Després de la victòria electoral de les esquerres el febrer de 1936 (a Catalunya sota la bandera del Front d'Esquerres de Catalunya) i la substitució del president conservador Niceto Alcalá-Zamora per l'esquerrà Manuel Azaña la tensió política es va continuar incrementant. Els actes violents dels dos bàndols van culminar amb l'assassinat del líder de la dreta radical, José Calvo Sotelo. Pocs dies després va tenir lloc el fallit cop d'estat del 18 de juliol contra la II República, que va desembocar en la Guerra Civil. A Barcelona, el cop va ser liderat pel general Manuel Goded, però l'oposició armada dels militants de sindicats i partits d'esquerra i la decisiva intervenció de la Guàrdia Civil va propiciar el fracàs de la rebel·lió. A partir d'aquest moment, Catalunya quedaria dins el sector no controlat pels revoltats i sota la teòrica autoritat del govern republicà.
El desenvolupament de la guerra a Catalunya es va caracteritzar en una primera fase per una situació de doble poder: el de les institucions oficials (la Generalitat i el Govern republicà) d'una banda, i el de les milícies populars armades coordinades per un Comitè Central de Milícies Antifeixistes de Catalunya per un altre. Es va desencadenar una onada de repressió contra els sectors als quals es considerava afins als revoltats, principalment religiosos catòlics i simpatitzants de la Lliga Catalana. La poc coordinada acció militar es va encaminar en dues direccions: una ofensiva contra l'Aragó controlat pels revoltats, que només va permetre estabilitzar el front durant un temps, i un fracassat intent de conquerir Mallorca.
Amb l'avanç de la guerra es van produir també greus enfrontaments entre les organitzacions que volien donar prioritat a la revolució social, principalment la CNT i el Partit Obrer d'Unificació Marxista, i els qui consideraven prioritari dirigir els esforços al front bèl·lic i mantenir el suport dels sectors moderats. Aquest segon sector l'integrava al govern republicà, el PSUC, Esquerra Republicana de Catalunya i altres partits. L'enfrontament va culminar en les  jornades de maig de 1937, durant les quals ambdós bàndols es van enfrontar amb les armes. La victòria del bàndol governamental va suposar una major integració dels anarcosindicalistes en la disciplina de l'Exèrcit Popular de la República i l'eliminació (fins i tot física) del POUM, incòmode rival comunista per al PCE i el PSUC (i dominat pels prosoviètics). Tampoc va ser bona la col·laboració entre la Generalitat dirigida per Companys i el govern republicà a causa del desig d'aquest de centralitzar el comandament bèl·lic i a la tendència d'aquella a excedir les seves competències estatutàries.
Finalment l'exèrcit rebel va trencar en dos el front republicà en ocupar Vinaròs, el que va aïllar a Catalunya de la resta del territori republicà (constituït ja només per València i la zona central). La derrota dels exèrcits republicans a la batalla de l'Ebre va permetre l'ocupació de Catalunya per les tropes del bàndol nacional entre 1938 i 1939. La victòria total del Generalísimo va suposar la fi de l'autonomia catalana i l'inici d'una llarga dictadura, el franquisme, basada en el nepotisme, la repressió dels vençuts i la por.
Amb la Guerra Civil van desaparèixer molts mitjans de comunicació catalans. Aquest ric entramat no es va poder recuperar amb la Transició i avui dia l'impacte és força irregular. Destaca, però, l'espectacular progressió de la llengua catalana en l'àmbit digital.
Amb l'avenç de les tropes franquistes –el 1936 van ocupar les Illes Balears, el 1938 Lleida i el 1939 la resta del Principat– es va truncar el procés de normalització i democratització cultural. La Guerra Civil va tenir greus conseqüències per a la cultura del país. El primer que feien les tropes rebels, quan irrompien a una ciutat, era cremar o convertir en pasta de paper els llibres en català de les biblioteques privades i dels editors comercials.
Aquest va ser el cas de la biblioteca de Pompeu Fabra. En altres ocasions, com va succeir amb la biblioteca de Joaquim Xirau, ocupaven l'habitatge i dispersaven els llibres. I, finalment, com li va ocórrer a Antoni Rovira i Virgili, decomissaven i traslladaven tots els documents i obres a Salamanca. Era, doncs, un odi general vers la diferència i l'objectiu era destruir el sistema de comunicació en català. Així, el diari ‘La Publicitat’ va ser bombardejat i ‘La Humanitat’ saquejada pels guanyadors –com tots els diaris–. ‘La Veu de Catalunya’ va ser intervingut pels anarquistes.
Després de la Guerra Civil, a partir del 1939, la dictadura del general Franco, amb la repressió política i lingüística, va provocar la desaparició de la premsa nacional i local en llengua catalana i el final de la radiodifusió en català. Els exiliats catalans van lluitar contra l'esvaniment del català fent publicacions en català de curt tiratge i programes de ràdio. La programació internacional en llengua catalana feta per una dotzena d'emissores d'ona curta: Ràdio Moscou, La Pirenaica, Ràdio París o BBC, entre d'altres, tot i ser sempre testimonial, durant els quaranta anys de franquisme, va tenir una gran importància per a la pervivència del català a la radiodifusió. A les dècades dels quaranta i cinquanta a Catalunya només Ràdio Girona, Ràdio Vilanova, Ràdio Tortosa, REM Ràdio Berga, Ràdio Taradell i Ràdio Popular de Figueres van fer algun programa en català, sempre de temàtica religiosa o musical.
El 1958 es va produir una certa modernització del franquisme, amb canvis socials, polítics i econòmics de signe moderat que van permetre al català tenir una mínima presència als mitjans de comunicació del país. Naixia la revista ‘Serra d'Or’ (1959). A la dècada dels seixanta, Ràdio Popular de Figueres i Ràdio Girona ja emetien una part de la programació en català. Ràdio Barcelona, a partir de la temporada 1962-63, va començar a programar una obra de teatre en català cada mes i va posar en antena diària ‘Radioscope’. Aquest programa, tot i ser presentat majoritàriament en castellà, va ser, entre altres coses, una plataforma per als cantautors catalans. Radio España de Barcelona, des de l'any 1962, va incloure en la programació l'espai ‘Què sabem de Catalunya’. El 1964, Televisió Espanyola (TVE) va fer els primers espais mensuals de teatre en català, amb el nom de ‘Teatro catalán', i Ràdio Nacional d'Espanya a Barcelona va començar a emetre ‘Evocacions catalanes'. L'any 1967, TVE va començar el programa mensual ‘Mare Nostrum’ i poc després RNE el programa ‘Paraula i pensament’.
Amb aquesta anul·lació sistemàtica de la comunicació, els franquistes van aconseguir que el català fos gairebé invisible durant prop de mig segle. Després, una Transició extremament cautelosa tampoc va solucionar dècades de silenci. Si no hagués estat per la persecució i destrucció, avui, la desapareguda empresa editora de ‘La Veu de Catalunya’ seria, en proporció, com la de l'‘ABC’. La de ‘La Humanitat’ seria com ‘El País’. Els anys de llibertat de la Transició, doncs, no van poder reconstruir el mercat, ni la indústria ni els mitjans.

## El franquisme a Catalunya

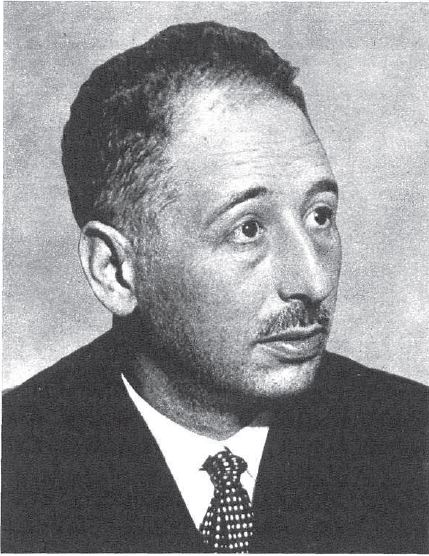
Lluís Companys, segon president de la Generalitat de Catalunya restaurada, va ser lliurat per la Gestapo i afusellat per les autoritats franquistes.

El franquisme a Catalunya va implantar-se entre 1939 i 1975, (les primeres eleccions democràtiques, tingueren lloc el 15 de juny de 1977), en un context determinat per les conseqüències derivades de la Guerra Civil espanyola i la repressió franquista. La dictadura, a Catalunya, complementà a més la supressió de les llibertats democràtiques amb la repressió de la cultura catalana. El seu caràcter totalitari i els seus objectius unificadors significaren la imposició d'una sola cultura i una sola llengua, la castellana. A més, el tarannà anticatalà del règim va constituir un tret específic, però no va ser un obstacle decisiu perquè creixés un franquisme català que s'havia anat forjant durant la guerra i s'havia alimentat amb la victòria.
El franquisme (1939-1975) va suposar a Catalunya, com a la resta d'Espanya, l'anul·lació de les llibertats democràtiques, la prohibició i persecució dels partits polítics (excepte Falange Espanyola Tradicionalista i de les JONS), la clausura de la premsa no adscrita a la dictadura militar i l'eliminació de les entitats d'esquerres. A més, es van suprimir l'Estatut d'Autonomia i les institucions d'ell derivades, i es va perseguir amb sistematicitat la llengua i la cultura catalanes, almenys al principi, en moltes de les seves manifestacions públiques i fins i tot (en els primers temps) privades.
Els vençuts van ser desvertebrats. Als nombrosos morts durant la guerra cal sumar els que van ser afusellats després de la victòria franquista, com el mateix president Lluís Companys, molts altres, obligats a l'exili, no tornarien al seu país, gran nombre dels quals no van fugir van ser empresonats, i molts més van ser "depurats" i inhabilitats per ocupar càrrecs públics o exercir determinades professions, el que els va deixar en pèssima situació econòmica en una època ja dura de per si. Un petit sector d'anarquistes i comunistes va intentar lliurar una guerra de guerrilles en unitats conegudes com a maquis. La seva acció més destacada va ser la invasió de la Vall d'Aran.
Després de la primera etapa d'economia autàrquica, en la dècada dels anys 1960 l'economia va entrar en una etapa de modernització agrícola, d'increment de la indústria i va rebre l'impacte del turisme de masses. Catalunya va ser també una de les metes del moviment migratori, que va donar a Barcelona i a les localitats del seu entorn un creixement accelerat. També es va desenvolupar fortament l'oposició antifranquista, les manifestacions més visibles en el moviment obrer van ser Comissions Obreres, des del sindicalisme i el PSUC.
A la dècada dels anys 1970, el conjunt de forces democràtiques es van unificar al voltant de l'Assemblea de Catalunya. El 20 novembre de 1975 va morir el dictador Franco, fet que obriria un nou període de la història de Catalunya.

### L'odi envers Catalunya
Catalunya va ser la comunitat (región pels franquistes) que més va patir l'odi engendrat durant la guerra civil. La mostra la tenim en diversos exemples.
A Tarragona, el gener de 1939, es va celebrar una missa oficiada per un canonge de la catedral de Salamanca, José Artero. Durant el sermó va cridar: "Gossos catalans! No sou dignes del sol que us enllumena."
Pel que fa als homes que van entrar i desfilar per Barcelona, Franco va dir que aquest honor no era "perquè haguessin lluitat millor, sinó perquè eren els que sentien més odi. És a dir, més odi cap a Catalunya i els catalans."
Un amic íntim de Franco, Victor Ruiz Albéniz, "El Tebib Arrumi" va publicar un article on demanava que Catalunya rebés "un càstig bíblic (Sodoma i Gomorra) per purificar la ciutat roja, la seu de l'anarquisme i separatisme com a únic remei per extirpar aquests dos càncers pel termocauteri implacable", mentre que per Serrano Suñer, cunyat de Franco i Ministre de l'Interior, el nacionalisme català era "una malaltia."
L'home designat com a governador civil de Barcelona, Wenceslao González Oliveros, va afirmar que "Espanya es va alçar, amb tanta o més força contra els Estatuts desmembrats que contra el comunisme i que qualsevol tolerància del regionalisme portaria altra vegada als mateixos processos de putrefacció que acabem d'extirpar quirúrgicament."
Fins i tot conservadors catalans, com Francesc Cambó, es van esgarrifar de l'odi i l'esperit de revenja mostrat per Franco. Cambó va escriure en el seu Dietari en referència a Franco: "Com si no sentís ni comprengués la situació miserable, desesperada, en què es troba Espanya i no pensés més que en la seva victòria, sent la necessitat de recórrer tot el país (...) com un torero per recollir aplaudiments, cigars, barrets i alguna americana escadussera."

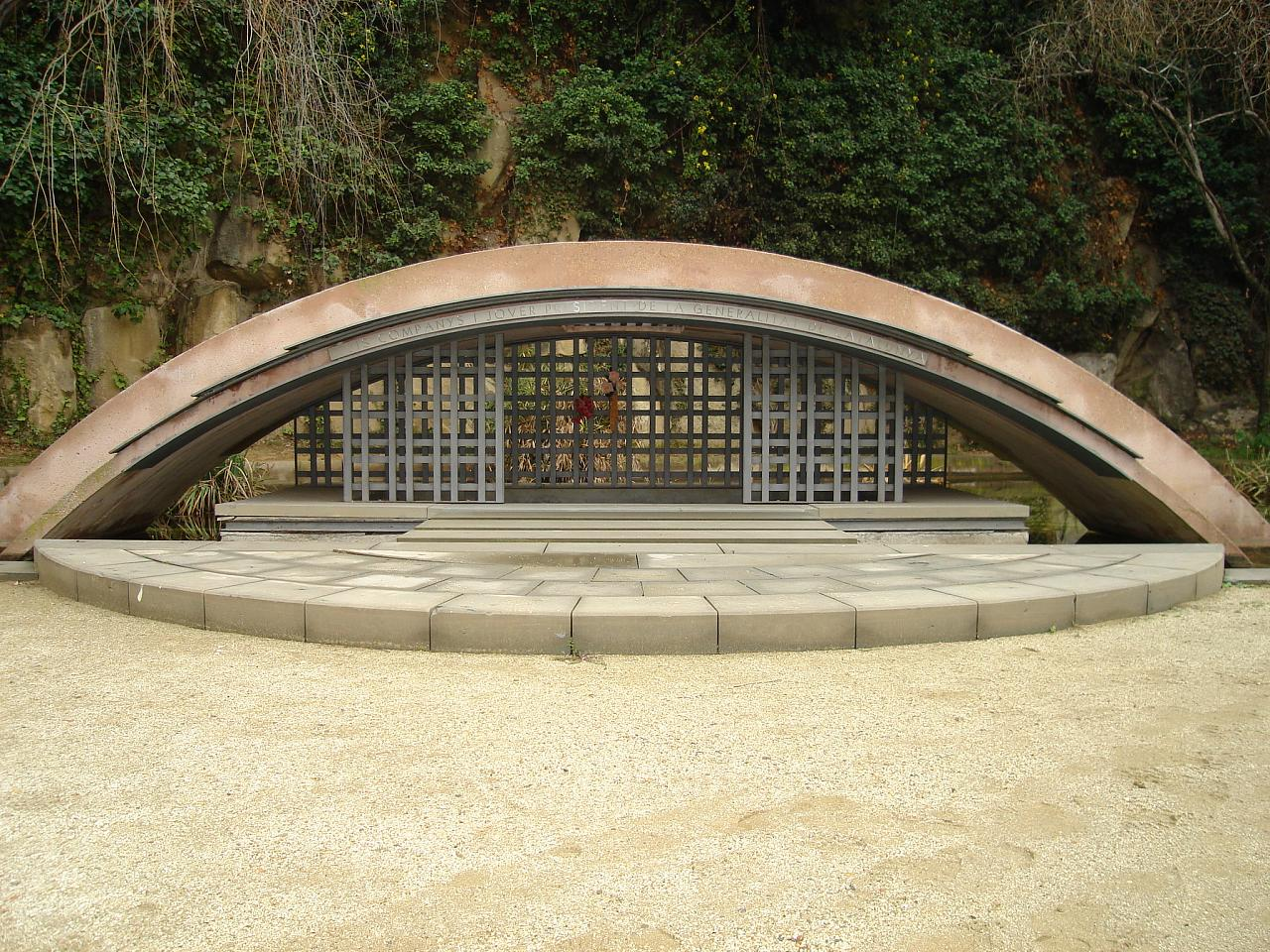
Tomba de Lluís Companys al Fossar de la Pedrera.

El que havia estat el 123è president de la Generalitat de Catalunya, Lluís Companys, s'exilià a França, com molts altres, el gener de 1939. Les autoritats espanyoles en demanaren l'extradició als alemanys. Queda el dubte històric de si fou detingut per la Gestapo o per la policia militar alemanya, també coneguda com la Wehrmacht En tot cas la detenció es produí el 13 d'agost de 1940 amb la imediata deportació de Lluís Companys a l'Espanya franquista.
Després d'un consell de guerra sumaríssim sense garanties processals, fou afusellat el 15 d'octubre de 1940, al Castell de Montjuïc.
D'aleshores ençà han estat moltes les reivindicacions a fi que s'anul·li aquell judici, sense cap garantia. De moment, cap d'elles ha reeixit.

### La repressió franquista
| «                                                   | "A partir de la repressió, el franquisme va crear unes xarxes de complicitat en què milers de persones es van veure implicades o en van ser còmplices, de totes les maneres possibles, del vessament de sang infligit, de les persecucions efectuades, de la vida de centenars de milers de persones a les presons, als camps de concentració o als Batallons de Treballadors. En definitiva, de les formes més diverses de repressió: política, social, laboral, ideològica, i, en el cas de Catalunya, d'un intent de genocidi cultural que pretenia fer desaparèixer d'arrel la seva especifica personalitat nacional..." | » |
| — Josep Maria Solé i Sabaté i Joan Vilarroya i Font | |   |

### La persecució del català
Durant el període franquista (1939-1975), el català va ser objecte d'una agressió brutal i va quedar reduït a l'ús familiar. El castellà va passar a ser l'única llengua de l'ensenyament, de l'administració i dels mitjans de comunicació. Tant a l'interior de Catalunya com a l'exili, va haver-hi diverses iniciatives com llibres (“Rosa mística” de Mossèn Geis, revistes (com "Dau al set", dirigida per Brossa) i campanyes per suplir el silenci imposat pel règim, per exemple, Pío Daví i Maria Vila realitzen campanyes de teatre vernacle, estrenant "L'hostal de la glòria", de Josep Maria de Sagarra.
En contrast amb l'ocorregut amb la immigració rebuda anteriorment en la dècada de 1920 i 1930, durant la major part de la dictadura de Franco es va propiciar l'exclusió total de l'idioma català del sistema educatiu (va ser relegat a l'esfera familiar), en el qual es van arribar a utilitzar en alguns llocs mètodes en els quals els propis alumnes havien de denunciar a l'alumne que parlés català cedint-li una bala. La llengua catalana va arribar també a prohibir-se en les làpides de les tombes en el període de postguerra. Fins a l'any 1951, Rafael Aracil, Joan Oliver i Antoni Segura han considerat que la persecució de la llengua va ser «total».
En el segon Franquisme, una certa obertura del règim va permetre un tímid canvi en la marginació de l'idioma autòcton que va donar motiu a una sèrie de passos en contra d'aquesta tendència com l'emissió el 1964 del primer programa de televisió en català per part de TVE (Teatre català). Tant la Nova Cançó (1961) —amb limitacions, com va posar de manifest la prohibició a Joan Manuel Serrat de cantar en català en el festival d'Eurovisió de 1968— com la creació el 1971 de l'Assemblea de Catalunya, en la qual s'aglutinaven les forces antifranquistes, són fenòmens que s'han considerat com a exemples del manteniment de l'ús de l'idioma català durant la dictadura. El 1970 l'última llei educativa de Franco obria la porta a l'ús de llengües diferents a l'ensenyament primari, via que seria desenvolupada per un decret 5 anys més tard. També el 1975, propera ja la defunció de Franco, un altre decret permetia l'ocupació d'altres llengües natives espanyoles als ajuntaments diferents del castellà.
Globalment, la gairebé total exclusió del català del sistema educatiu i les severes limitacions al seu ús en els mitjans de comunicació de masses durant tots aquests anys, va tenir conseqüències de llarga durada i que estarien presents anys després del final de la dictadura, com s'observa en les altes taxes d'analfabetisme en català que es dona entre les generacions escolaritzades en aquests anys: el 1996 solament un terç del tram d'edat comprès entre els 40 i els 44 anys era capaç d'escriure en català, parlat pel 67 % dels censats, xifres que descendien al 22 % dels majors de 80 anys capaços d'escriure en català amb un 65 % de parlants.
Franco va declarar l'any 1939: «La unitat nacional la volem absoluta, amb una sola llengua, el castellà i una sola personalitat, l'espanyola.»
Això va implicar una desaparició gairebé total dels llibres impresos en català fins a l'any 1946.
L'any 1941, malgrat la prohibició del català, es va reeditar il·legalment Poesies, de "Lo Gayter del Llobregat"  per commemorar el centenari de la seva publicació original, origen del moviment de la Renaixença. La seva presentació, un dels primers actes de la clandestinitat, fou feta en un homenatge al seu autor, Joaquim Rubió i Ors.
Cal destacar durant els anys següents la publicació d'una sèrie d'obres per part de tres joves escriptors: Elegies de Bierville de Carles Riba (1943), L'aprenent de poeta (1943), de Josep Palau i Fabre, i Cementiri de Sinera, de Salvador Espriu (1946) tots ells amb edicions d'uns cent exemplars.
A partir de 1946, amb la derrota de l'Alemanya Nazi, el règim va portar a terme un rentat d'imatge, anomenada l'escletxa, que va permetre que es tornés a autoritzar l'Orfeó Català a fer teatre en català, i també la publicació de llibres en català, però només d'obres clàssiques, i prohibint les obres destinades al públic més jove per tal de restringir l'aprenentatge de la llengua escrita.
Entre elles tenim les part d'escriptors que havien tornat de l'exili durant els anys 1942-1943. Entre aquestes obres cal destacar la traducció al català de l'Odissea (1948) per Carles Riba, i la investigació dutes a terme pel pedagog Alexandre Galí amb Història de les Institucions 1900-1936, que fins i tot avui en dia són obres de referència.
El 1947 l'Institut d'Estudis Catalans va superar la censura en editar un llibre científic, amb la qual cosa quedava demostrat que el català era també un idioma de ciència.
Cal destacar el començament de la publicació el 1949 del Diccionari català-valencià-balear, fins a la seva finalització el 1962, per part del filòleg Francesc de Borja Moll, el qual va esdevenir en una campanya en els territoris de parla catalana, per defensar la unitat de la llengua i alhora que donava un missatge d'afirmació de la identitat catalana.

## La transició democràtica i l'Estatut d'Autonomia

Emblema de la Generalitat de Catalunya

La transició democràtica espanyola, transició espanyola o simplement, transició, és el període comprès entre la fi de la Dictadura franquista i el restabliment de les institucions democràtiques a Espanya. La Constitució Espanyola de 1978 i l'aprovació de l'Estatut d'Autonomia quan es consolidà l'actual sistema espanyol de delegació politicoadministrativa en les comunitats autònomes. L'Estatut d'Autonomia de Catalunya de 2006 estatueix en el seu preàmbul que «el Parlament de Catalunya, recollint el sentiment i la voluntat de la ciutadania de Catalunya, ha definit Catalunya com a nació», tot i que la vigent Constitució espanyola limita el reconeixement de la realitat nacional de Catalunya al d'una nacionalitat històrica.
Amb la mort del general Franco, es va iniciar el període conegut com a transició democràtica, al llarg del qual s'anirien aconseguint les llibertats bàsiques, consagrades per la Constitució espanyola de 1978. S'hi reconeix l'existència de comunitats autònomes dins d'Espanya, el que dona lloc a la formulació de l'Estat de les Autonomies.

### Restauració de la Generalitat contemporània

El 1983 es va crear TV3, el primer canal de televisió que va emetre íntegrament en català i el primer mitjà de comunicació de masses en aquesta llengua.

Després de les primeres eleccions generals, el 1977, es va restaurar provisionalment la Generalitat, gràcies a l'impuls de la societat civil catalana (representada per la massiva manifestació que va tenir lloc a Barcelona l'11 de setembre d'aquest any) i la iniciativa del Govern d'Adolfo Suárez, recolzada pel rei i les altes instàncies de l'Estat. Al capdavant de la Generalitat restaurada es va situar Josep Tarradellas, que havia preservat la legalitat de l'autogovern català com a President a l'exili, després de declarar la seva adhesió al rei i al procés de reforma política. Tarradellas va constituir un govern autònom provisional compost per representants de les forces més rellevants en aquell moment. Tarradellas formà un govern de concentració (1977-1980) amb dotze consellers per tal de redactar l'estatut d'Autonomia de Catalunya de 1979 que seria aprovat en referèndum el novembre de 1979. Finalment va convocar eleccions al Parlament de Catalunya (1980) i als comicis convocats el 20 de març de 1980 foren elegits els primers 135 diputats del Parlament de Catalunya, que quedà constituït el 10 d'abril. Finalment amb l'elecció del president del Parlament i del president de la Generalitat quedà format el primer Govern estatutari i la Generalitat de Catalunya quedà total i novament constituïda.
El 1979, es va aprovar finalment un nou Estatut d'Autonomia de Catalunya, netament superior al de 1932 en alguns aspectes com ensenyament i cultura, però inferior a altres com justícia, finances i ordre públic. En ell, Catalunya es defineix com "nacionalitat", es reconeix el català com a "llengua pròpia de Catalunya" i aconsegueix l'oficialitat al costat del castellà. Després de la seva promulgació, van tenir lloc les primeres eleccions catalanes, que van donar la presidència de la Generalitat a Jordi Pujol, de Convergència i Unió, càrrec que ostentaria, després de sis triomfs electorals consecutius, fins a l'any 2003.

## Desenvolupament autonòmic

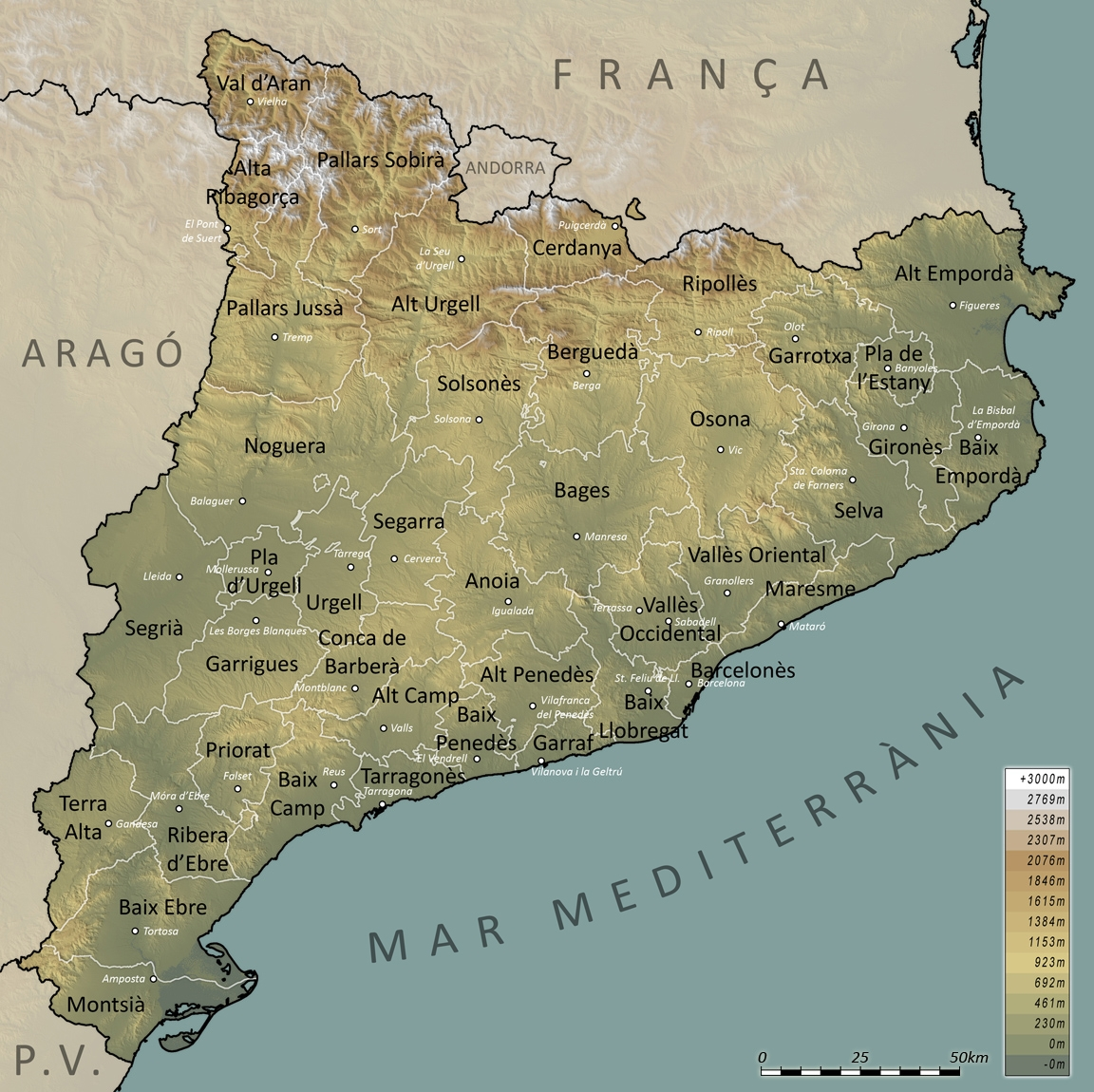
Divisió comarcal actual de Catalunya

Al llarg dels anys 1980 i anys 1990 es van desenvolupar diferents aspectes de la construcció autonòmica, entre ells el desplegament de la policia de la Generalitat de Catalunya, els Mossos d'Esquadra, la creació de l'administració comarcal i el Tribunal Superior de Justícia de Catalunya. També es va desenvolupar la Llei de Normalització Lingüística i la immersió lingüística a les escoles, per tal de fomentar el coneixement i l'ús del català, i es va crear la Corporació Catalana de Mitjans Audiovisuals, els mitjans de comunicació de ràdio i televisió de titularitat pública catalana (TV3 i Catalunya Ràdio).
El 5 de novembre de 1992 Espanya va ratificar a Estrasburg la Carta Europea de les Llengües Regionals o Minoritàries, per la qual adquireix entre altres el compromís de reconèixer-les, respectar-les i promoure-les.
El 1992 Barcelona va celebrar els Jocs Olímpics, que van servir per donar a Catalunya i a Espanya un reconeixement internacional. Al llarg de la dècada dels anys 1990, l'absència de majories absolutes al govern espanyol tot just va contribuir a ampliar les competències autonòmiques, malgrat el suport de CiU a l'últim govern de Felipe González (1993-1996) i al primer de José María Aznar (1996-2000).

## El president Jordi Pujol (1980-2003)

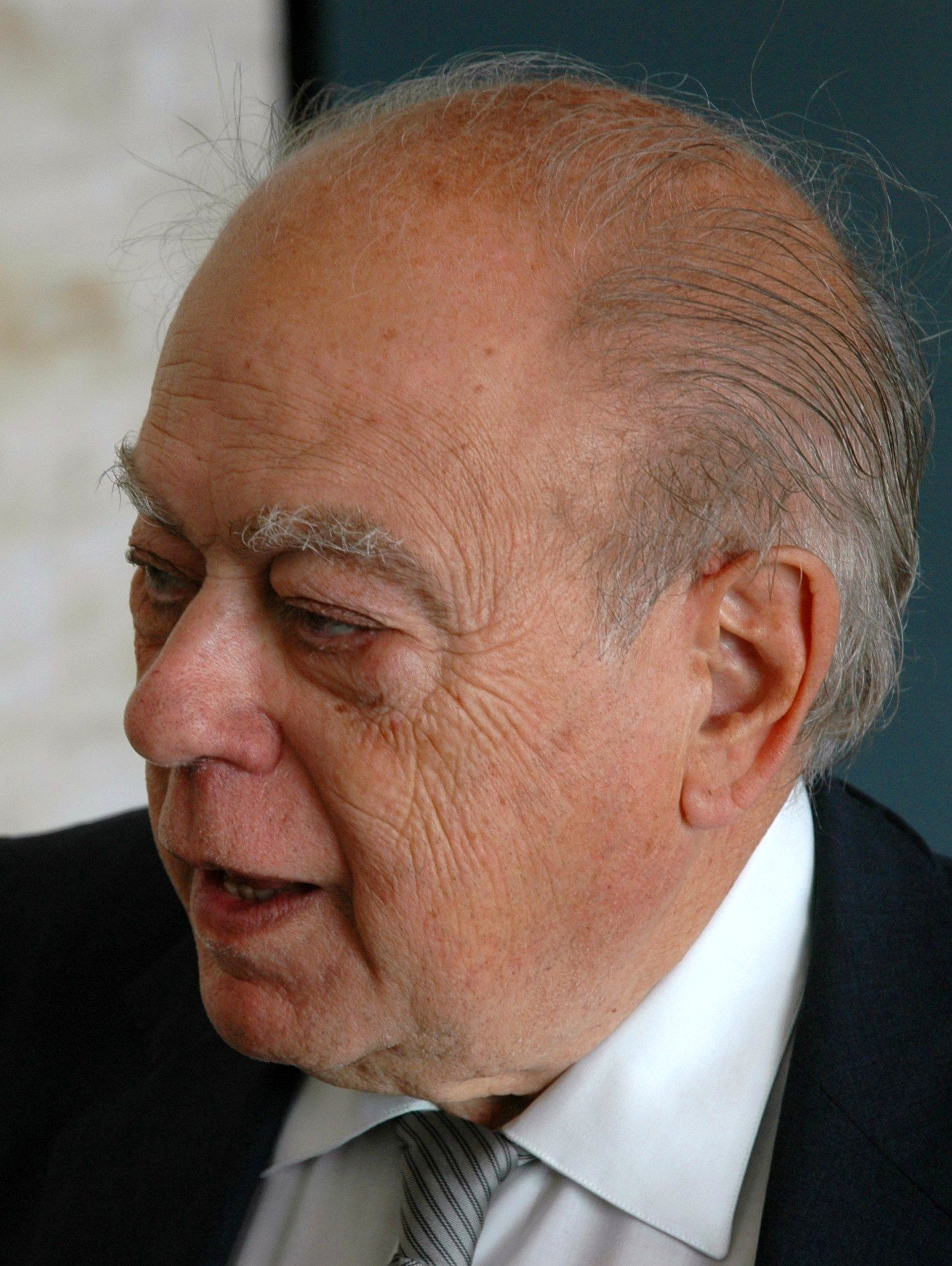
Jordi Pujol i Soley, president de la Generalitat de Catalunya del 1980 al 2003.

Jordi Pujol i Soley (Barcelona, 9 de juny del 1930) és un polític català, líder de Convergència Democràtica de Catalunya (CDC) des de 1974 fins al 2003, i President de la Generalitat de Catalunya del 1980 al 2003. Nascut a Barcelona el 9 de juny del 1930. És llicenciat en Medicina per la Universitat de Barcelona. Casat amb Marta Ferrusola l'any 1956. Té 7 fills. Estudià al Col·legi Alemany de Barcelona, i posteriorment, la carrera de Medicina. Des dels 16 anys actuà a la resistència contra el règim del general Franco, a través d'identitats catòliques, polítiques o culturals, en defensa de la democràcia, de la identitat de Catalunya i sobretot de la seva llengua i de la seva cultura, perseguides per la dictadura. En una d'aquestes associacions, el Grup Torras i Bages, hi coincidí amb l'activista Pere Figuera i Serra. Pujol va ser arrestat el 1960 per les seves activitats antifranquistes, i va ser sentenciat a set anys de presó degut als Fets del Palau, al Palau de la Música Catalana, dels quals en va complir dos i mig a la presó de Saragossa i un de confinament a la ciutat de Girona.
Liderà les campanyes contra el director de la Vanguardia Luis de Galinsoga (coneguda com l'Afer Galinsoga), la dels Fets del Palau o la de "Volem bisbes catalans". Un cop en llibertat, va tornar a l'activitat política, amb l'objectiu d'organitzar un moviment catalanista. Presidí l'entitat financera Banca Catalana la qual fou un centre de finançament d'activitats culturals catalanes, com el grup Enciclopèdia Catalana, Òmnium Cultural o la Llibreria Ona.
El 1974 va ser un dels fundadors de Convergència Democràtica de Catalunya, i en va ser escollit Secretari General. Va ésser Conseller de la Generalitat de Catalunya en temps del President Josep Tarradellas.
Va ser elegit president de la Generalitat a les eleccions del Parlament de Catalunya del 1980, i reelegit a les del 1984, 1988, 1992, 1995 i 1999. El 2003, en acabar el seu darrer mandat, es va retirar de la primera línia política, deixant la direcció del partit en mans d'Artur Mas i fou nomenat President Fundador de CiU, tot i que continuà com a president de CDC. El 2008 fou proclamat de nou president de CDC, càrrec que mantingué fins a l'any 2012, quan passà a ser president honorari de CDC. L'any 2003 feu donació a la Biblioteca de Catalunya del fons bibliogràfic recollit durant l'exercici del seu càrrec de president de la Generalitat, format per més de 16.000 documents.